# Eiserner Steg (Frankfurt am Main)
Der Eiserne Steg ist eine seit 1868 bestehende Fußgängerbrücke über den Main in Frankfurt zwischen der Altstadt (Fahrtor, Historisches Museum) und dem Stadtteil Sachsenhausen (Schul-/Schifferstraße, Krankenhaus Sachsenhausen). Die erste Ausführung wurde 1912 durch eine verbreiterte und verstärkte Konstruktion ersetzt, die außerdem höher gelegt wurde. Nach der Sprengung in den letzten Tagen des Zweiten Weltkrieges wurde diese 1946 unverändert wieder aufgebaut, 1993 aber anlässlich einer Renovierung nochmals etwas höher gesetzt.

## Eiserner Steg von 1868

### Planung
Bevor der Eiserne Steg errichtet wurde, gab es im damaligen Magistrat zahlreiche Eingaben und Diskussionen seitens der Bevölkerung, die bemängelten, dass die Alte Brücke als bislang einzige Brücke keinesfalls ausreichend sei, die Kommunikation mit den südlichen Stadtteilen und dem Umland zu verbessern. Im Hintergrund stand die Zunahme der Bevölkerung von 35.000 Einwohnern um 1800 auf fast 57.000 Einwohner im Jahr 1840. Nie und Nimmer, hieß es in den Eingaben, könne die Alte Brücke die zunehmenden Fiakerfahrten zu den Bahnhöfen, die Steinfuhren, sowie besonders die vermehrten Bierfuhren verkraften. Doch der Magistrat zeigte sich ob der Kosten dieses Projektes stur.
Schließlich griffen die Bürger und – wie in Frankfurt üblich – speziell die Händler zur Selbsthilfe und gründeten im Juni 1867 einen Verein zum Bau einer eisernen Fußgängerbrücke, die bald darauf nur noch unter ihrem bis heute erhaltenen Namen Eiserner Steg in den Nachrichtenblättern bekannt wurde. Man konnte Anteilsscheine im Wert von 100 Gulden verzinst zu 5 % von einer Privatgesellschaft erwerben. Nach vollständiger Tilgung der auf 120.000 Gulden geschätzten Baukosten sollte die Brücke kostenlos der Stadt übereignet werden.

### Konstruktion und Bau

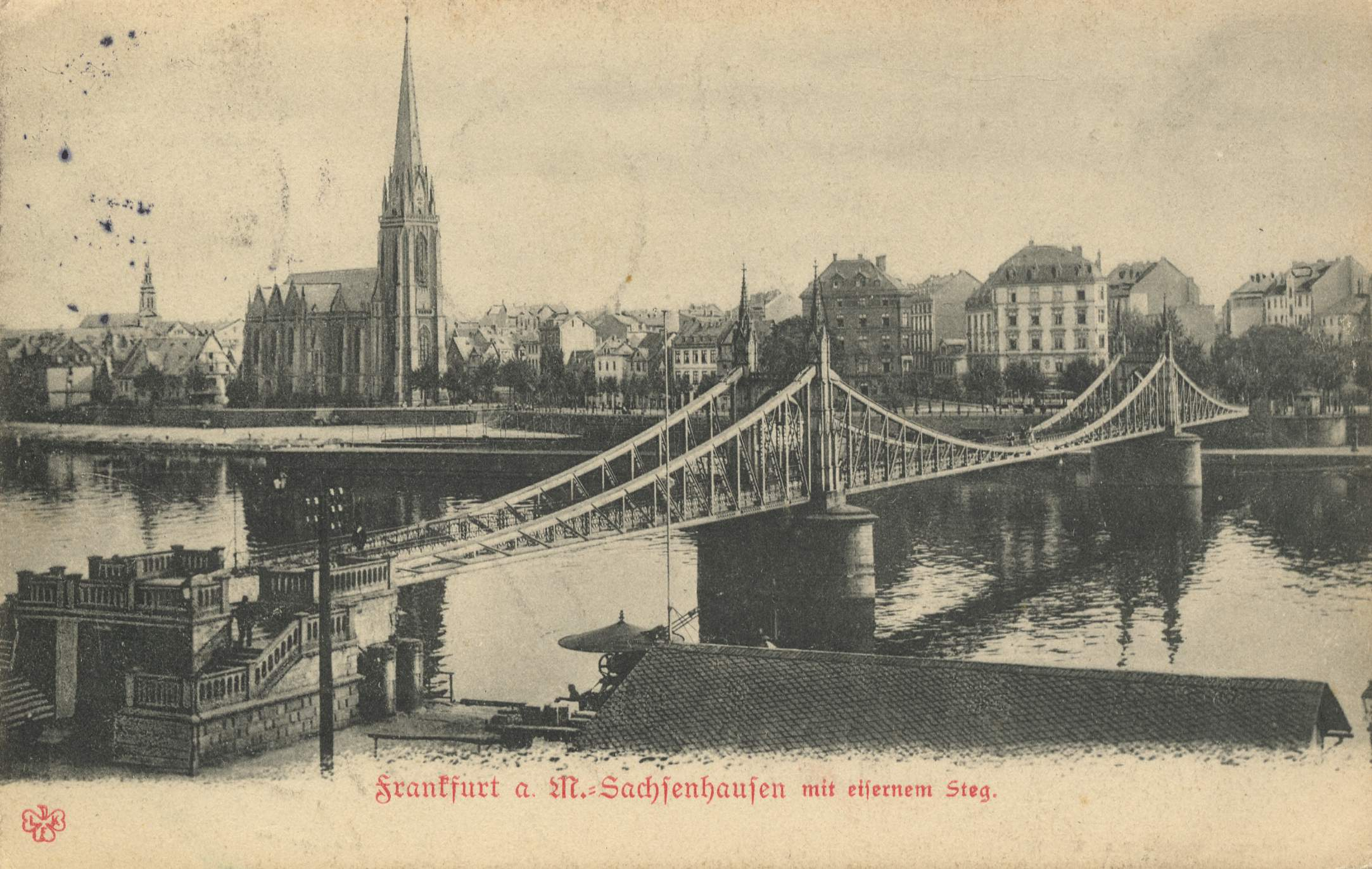
Eiserner Steg um 1905 (Sachsenhausen mit der Dreikönigskirche im Hintergrund)

Nach dieser Zusicherung der Finanzierung wurde das Projekt durch die Stadtverordneten verabschiedet. Im Auftrag der Gesellschaft zur Errichtung einer Eisernen Brücke am Fahrtor entwarf der Ingenieur Peter Schmick eine versteifte Hängebrücke nach den Ideen von Claus Koepcke. Dieser hatte vorgeschlagen, die eine Kette bildenden Glieder einer schmiedeeisernen Kettenbrücke zusammen mit den Verbindungsgliedern zwischen Kette und Gehsteg als feste „Wände“ an den beiden Brückenseiten auszuführen. Beide „Wände“ bildeten zusammen mit der Gehbahn einen festen U-förmigen Brückenüberbau. Die oberen Ränder (Gurte) der „Wände“ behielten die parabolische Form einer traditionellen Hängebrücke. Sie waren von Ufer zu Ufer in je vier dreieckartige Abschnitte unterteilt, deren je zwei obere Ecken sich an den Spitzen der beiden im Fluss befindlichen Pylone trafen. Dort waren je zwei „Wand“-Abschnitte längsverschieblich auf den Pylonen gelagert und drehbar (mit Scharnieren) untereinander verbunden. Zwischen den mittleren Abschnitten gab es in Flussmitte ein weiteres Scharnier. Die beiden äußeren Abschnitte hatten außen drehbare Ankerlager. Die Zugkraft in den oberen Gurten wurden über Ketten auf gusseisernen Böcken nach unten zu den Ankerstellen im Boden umgelenkt.

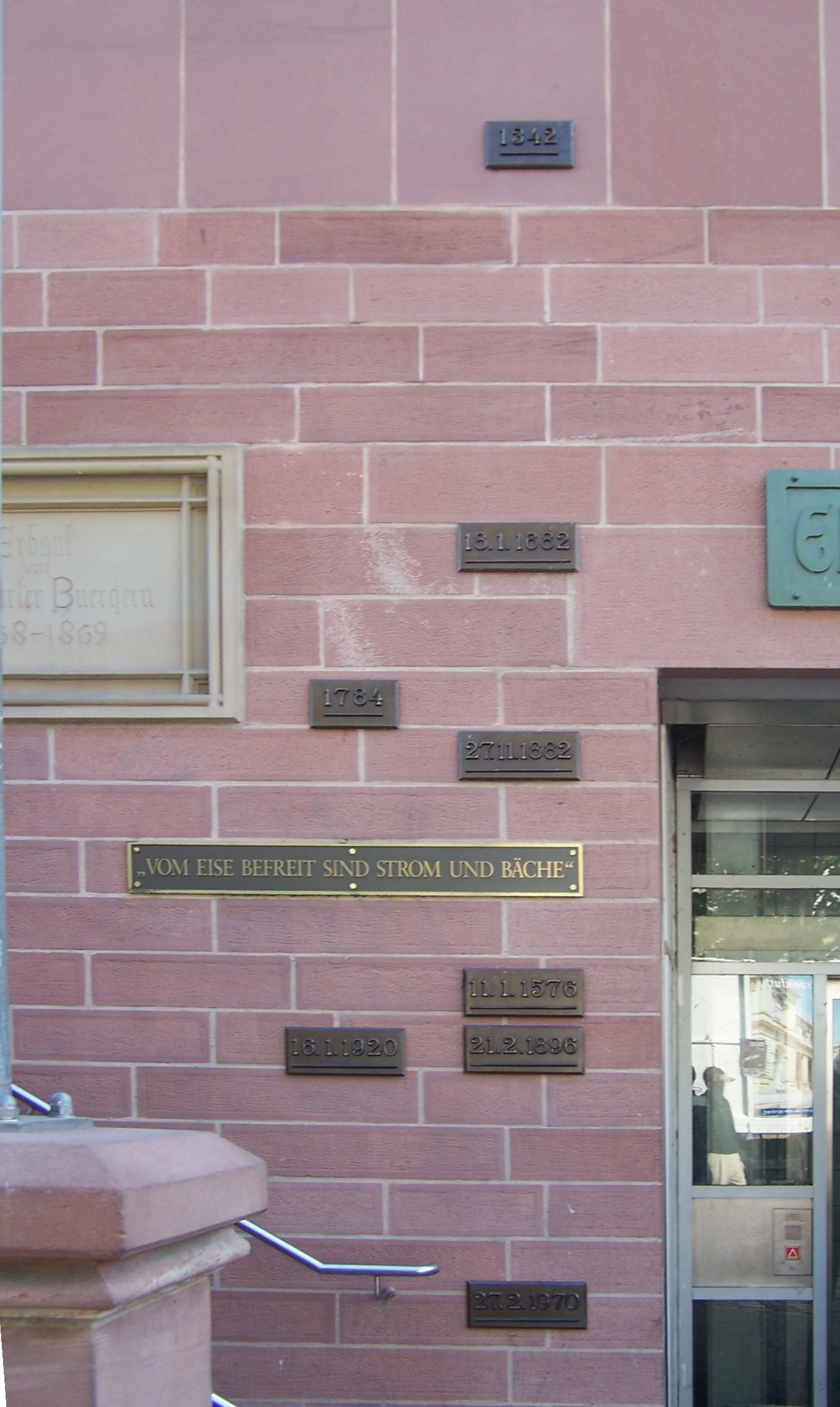
Hochwassermarken

Zwei steinerne Strompfeiler unterteilten den Fluss in eine 79,69 m weite Hauptöffnung und zwei je 39,56 m weite Nebenöffnungen. Auf den Pfeilern standen die schmiedeeisernen, 6,34 m hohen und oben durch Querbalken miteinander verbundene Pylone. Die Spitzen der Pylone wurden 1871 durch neugotische Fialen geschmückt.
Die geraden Untergurte bestanden aus niedrigen Gitterträgern, die unter der Gehbahn durch Querstreben miteinander verbunden waren. Im Gelenk in der Mitte der Hauptöffnung waren sie mit dem jeweiligen Obergurt verbunden. Vertikale und diagonale Streben zwischen unteren und oberen Gurten (in den “Wänden”) bildeten eine fachwerkartige Ausfachung. Die Gehbahn bestand aus einem asphaltierten Holzbohlenbelag, der später durch eine Eisenbetondecke ersetzt wurde. Zwischen den ebenfalls schmiedeeisernen Geländern war die Gehbahn 3,98 m breit. Der Untergurt der Brücke lag 6,83 m über dem Null-Pegel des Mains und nur knapp über dem Pegel des Hochwassers von 1784. An den Ufern ermöglichten repräsentative Treppenbauwerke mit zahlreichen Balustraden den Aufstieg von den niedrig liegenden Uferstraßen zur Gehbahn.
Der Bau begann 1868 und dauerte etwa ein Jahr. Die Eisenkonstruktion wurde von J. S. Fries Sohn ausgeführt. Insgesamt wurden etwa 500 Tonnen Schmiedeeisen verbaut. Am 29. September 1869 wurde der Eiserne Steg im Beisein von Oberbürgermeister Daniel Heinrich Mumm von Schwarzenstein feierlich eingeweiht.
Jeder, der danach die Brücke überqueren wollte, hatte als Maut einen Kreuzer zu zahlen. Die Zahl der Benutzer war jedoch höher als angenommen, so dass die Brücke schon am 1. Januar 1886 der Stadt übereignet werden konnte.

## Eiserner Steg von 1912

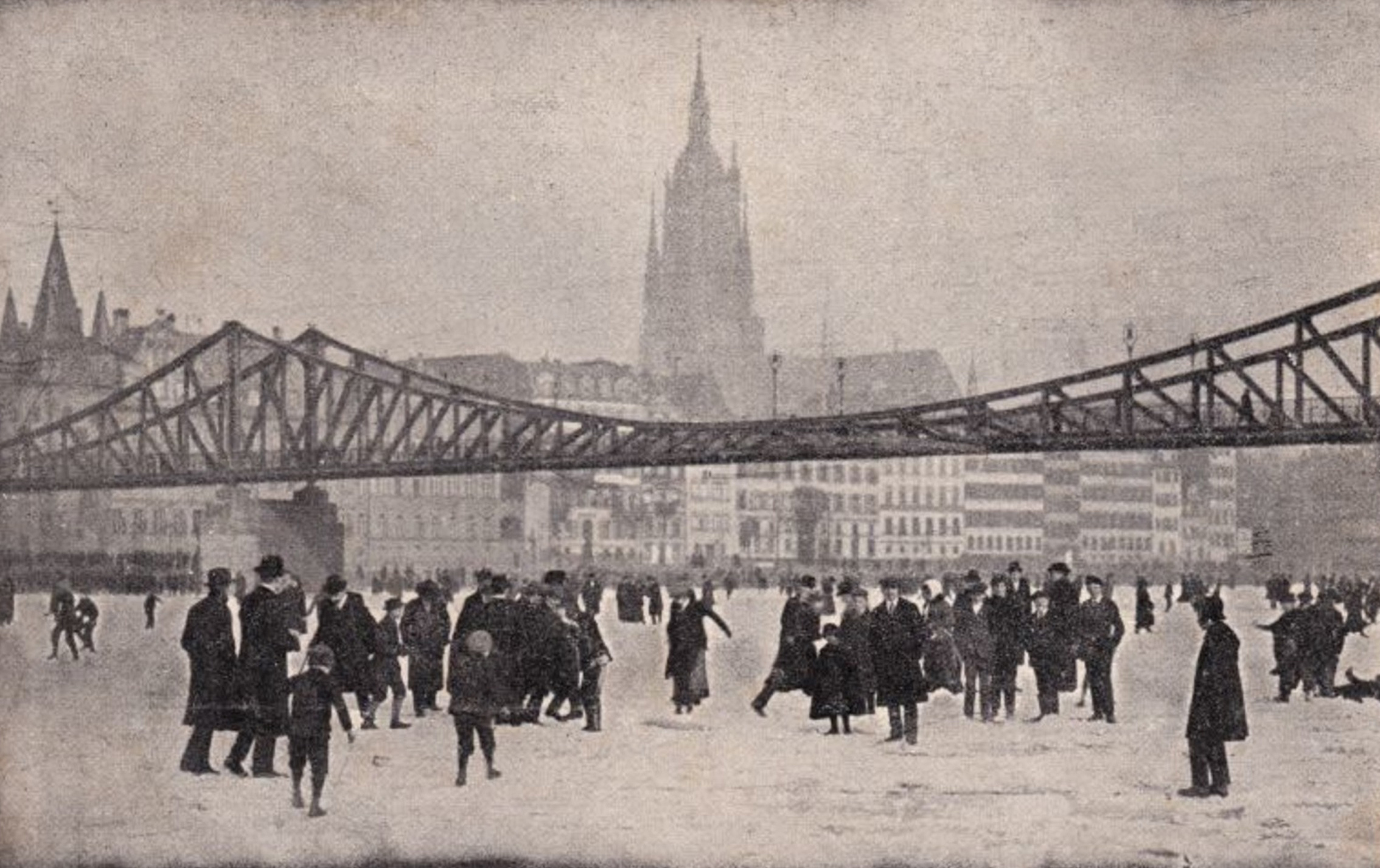
Der Eiserne Steg über dem zugefrorenen Main im Januar 1914

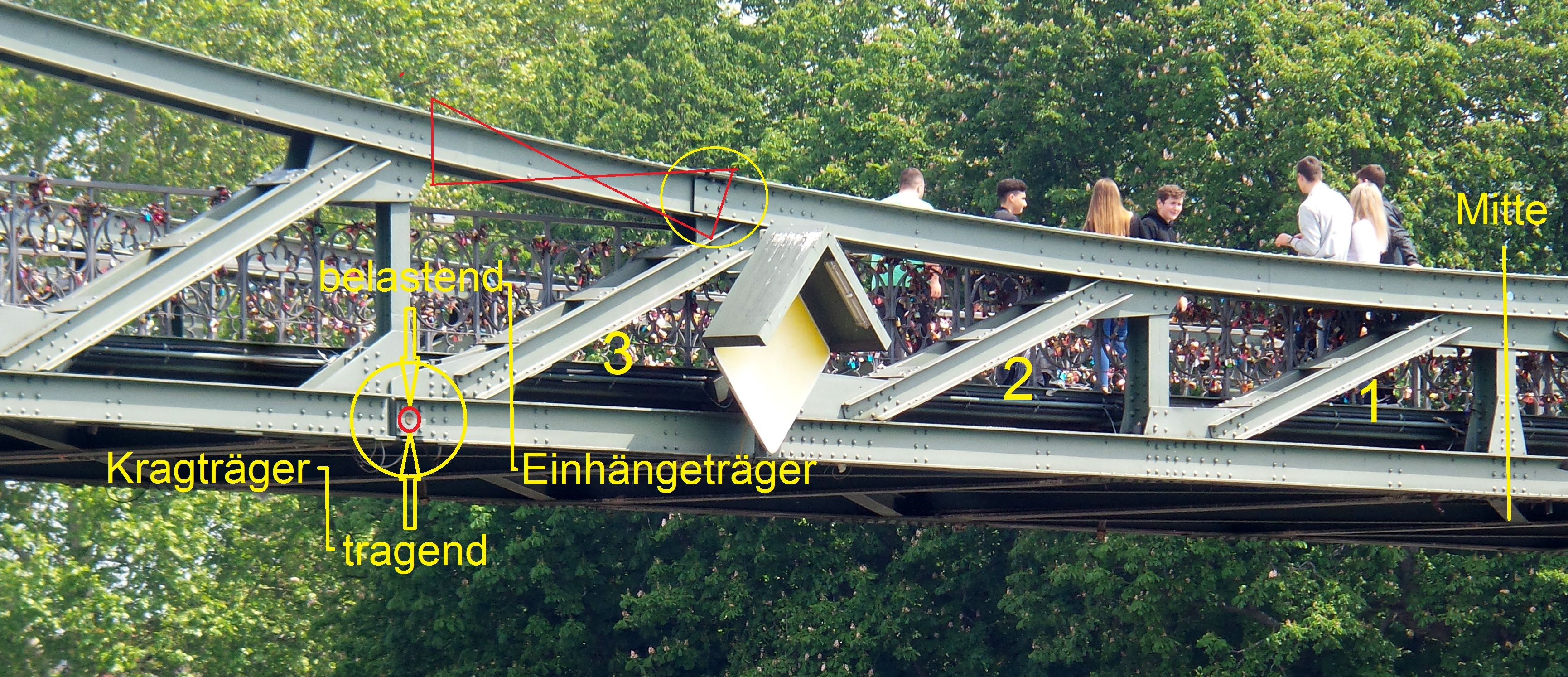
Eiserner Steg als Auslegerbrücke:
Einzelheiten an Verbindungsstelle zwischen Krag- und Einhängeträger

Als der Osthafen ausgebaut wurde und der Main nun auch flussaufwärts für größere Kähne schiffbar wurde, stellte die geringe Durchfahrtshöhe des Eisernen Stegs ein Verkehrshindernis dar. Nachdem Korrosionsschäden entdeckt und 1910 der Kohlentransporter Walhalla an der Unterkante der Brücke hängen geblieben war, entschloss man sich zu einer Höherlegung und gleichzeitigen Verbreiterung. Obwohl das äußere Erscheinungsbild aus historischen Gründen unverändert übernommen wurde, entstand insbesondere durch Veränderung des Tragprinzips eine gänzlich andere Brücke. Diese hatte jetzt noch weniger mit einer Hängebrücke gemein, denn sie wurde als Auslegerbrücke gebaut.
Je zwei der bisherigen vier Brückenabschnitte mutierten zu je zwei äußeren Fachwerkträgern, die über die Flusspfeiler in den Strom hinausragen (auskragen). Zwischen ihren Enden besteht eine Lücke, die von einem an seinen Enden aufgelegten, etwa 25 Meter langen Träger (Einhängeträger, mit je sechs seitlichen mit je einem Diagonalstab versehenen Fachwerk-Feldern) geschlossen wird. Die Pfeiler im Fluss wurden mit Stahlbetonquadern erhöht, und die beiden Haupt-Brückenteile wurden auf ihnen gelagert. Die funktionslos gewordenen Pylone verschwanden. Zum Ausgleich des Gewichts der Auskragungen und des Einhängeträgers wurden Gegengewichte aus Beton an den uferseitigen Enden der Hauptträger angebracht. Der nördliche Hauptträger ist auf seinem Pfeiler fest und am Ufer horizontal verschieblich gelagert. Der südliche Hauptträger ist an beiden Stellen beweglich gelagert. Die Verbindungen mit dem Einhängeträger sind drehbeweglich. Dehnfugen im Gehwegbelag zeigen die Verbindungsstellen an. Nahe dieser Stellen sind auch die Obergurte unterbrochen. Vier kurze Stücke der Obergurte haben keine tragende Funktion (siehe Markierung in rot in nebenstehender Abbildung). Sie sind nur wegen des Fortbestehens des alten Erscheinungsbildes nicht weggelassen worden.
Der Gehweg wurde auf 5,44 Meter verbreitert. Die Treppenbauwerke wurden an die geänderten Höhen angepasst und erhielten ein wesentlich massiveres Äußeres.
Der Verzicht auf Fialen an den höchsten Stellen (ehemals auf den Pylonen) wurde von der Bevölkerung heftig beklagt.
Der Preis für diesen Neubau betrug etwa 236.000 Mark. Die Bauarbeiten waren 1912 vollendet.

## Wiederaufbau (1946) und Renovierung (1993)

Im März 1945 gesprengter Eiserner Steg, Winter 1945/46

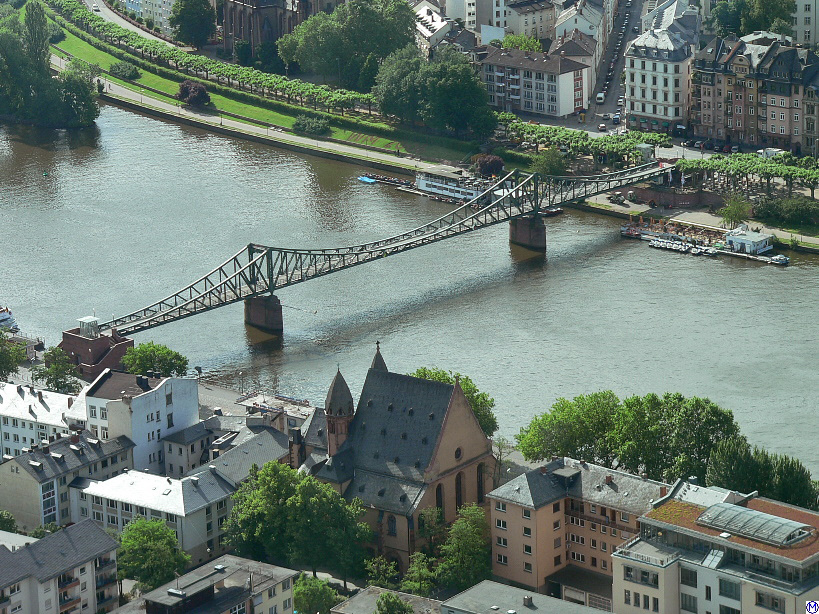
Eiserner Steg vom Commerzbank-Tower aus gesehen

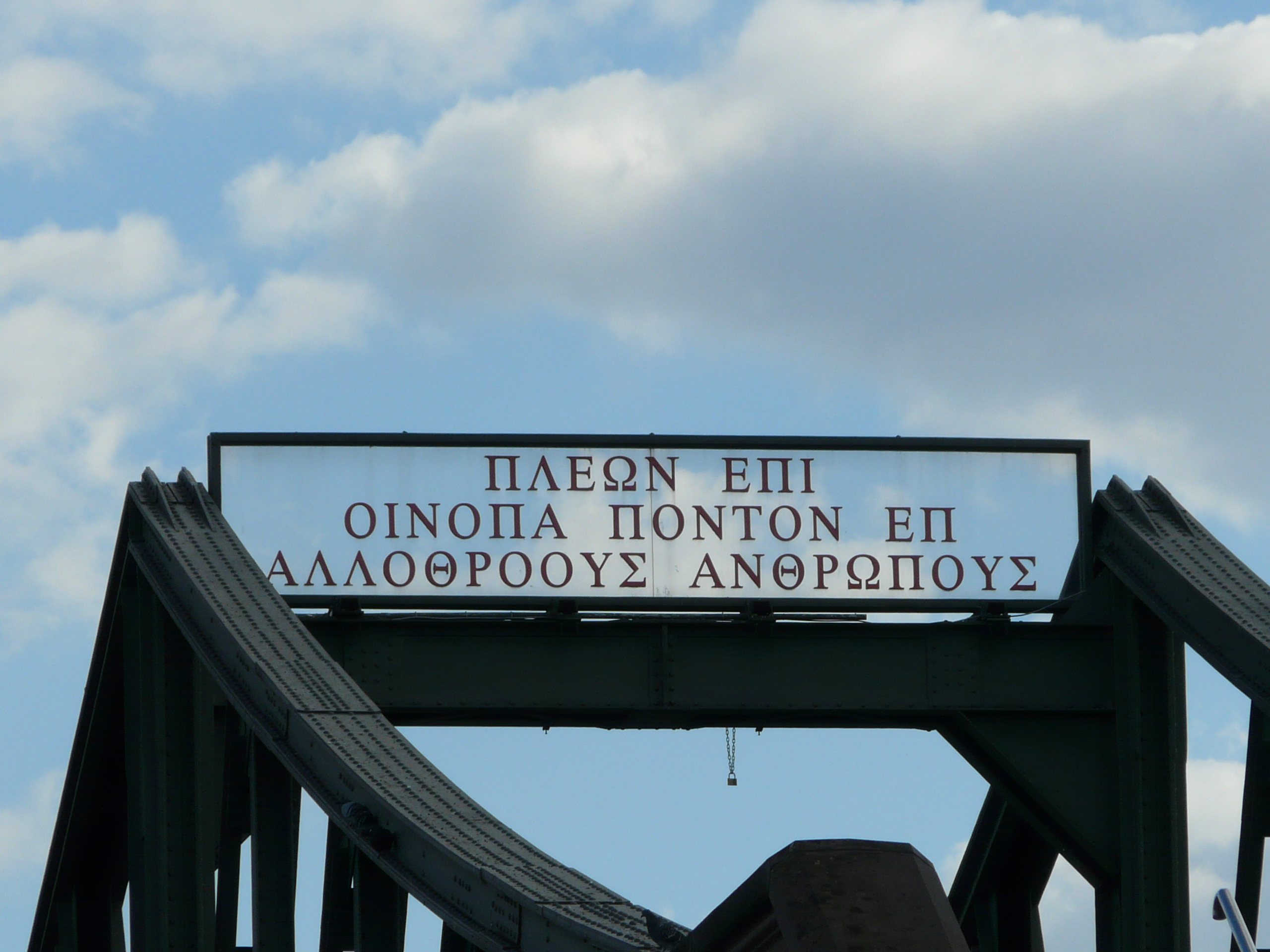
Inschrift aus Homers Odyssee

Nach dem Zweiten Weltkrieg wurde als eine der ersten Brücken auch der Eiserne Steg wieder aufgebaut, nachdem er in den letzten Kriegstagen wie so viele Brückenbauwerke von der Wehrmacht gesprengt worden war. Die Kosten betrugen im Jahre 1946 220.000 Reichsmark. Täglich querten etwa 10.000 Menschen an dieser Stelle den Fluss. Infolge des Baus des Main-Donau-Kanals und der Einführung der Europaschiffe musste der Eiserne Steg 1969 erneut um 40 cm höher gelegt werden. Doch zunehmende Korrosion nagte über die Jahrzehnte am Stahl, und so wurde er 1993 schließlich für über 16 Millionen DM erneuert. Jetzt verfügt sie auch über zwei Aufzüge und ist für Rollstühle und Kinderwagen ohne Schwierigkeiten passierbar. Die Brücke hat nun eine Brückendurchfahrtshöhe von 6,50 m über HSW.
Das griechische Motto, das die Stahlkonstruktion über dem nördlichen Strombrückenpfeiler überspannt, schuf der Künstler Hagen Bonifer zum Goethejahr 1999. Es ist ein Zitat aus Homers Odyssee (I, 183): ΠΛΕΩΝ ΕΠΙ ΟΙΝΟΠΑ ΠΟΝΤΟΝ ΕΠ ΑΛΛΟΘΡΟΟΥΣ ΑΝΘΡΩΠΟΥΣ (pléōn epí oínopa pónton ep’ allothróous anthrópous, „Segelnd auf weindunklem Meer hin zu Menschen anderer Sprache“ oder „Ich fahre über das weinrote Meer zu Menschen anderer Zunge“).

## Umfeld
Am Eisernen Steg befand sich von 1859 bis 1913 der Haltepunkt Frankfurt (Main) Fahrtor der Verbindungsbahn. Seitdem werden die Gleisanlagen für den Güterverkehr der Frankfurter Hafenbahn genutzt. 1945 wurde die Verbindungsbahn allerdings wegen der Zerstörung der Mainbrücken auch für kurze Zeit wieder für den Personenverkehr reaktiviert. Seit 1979 verkehrt hier an mehreren Wochenenden im Jahr die Historische Eisenbahn Frankfurt mit ihren Dampfzügen.
Die Idee einer den Fußgängern vorbehaltenen Brücke zur Verbindung der Stadtteile nördlich und südlich des Mains wurde mit dem Bau des Holbeinstegs im Jahre 1990 erfolgreich wiederaufgenommen.

## Künstlerische Adaptationen

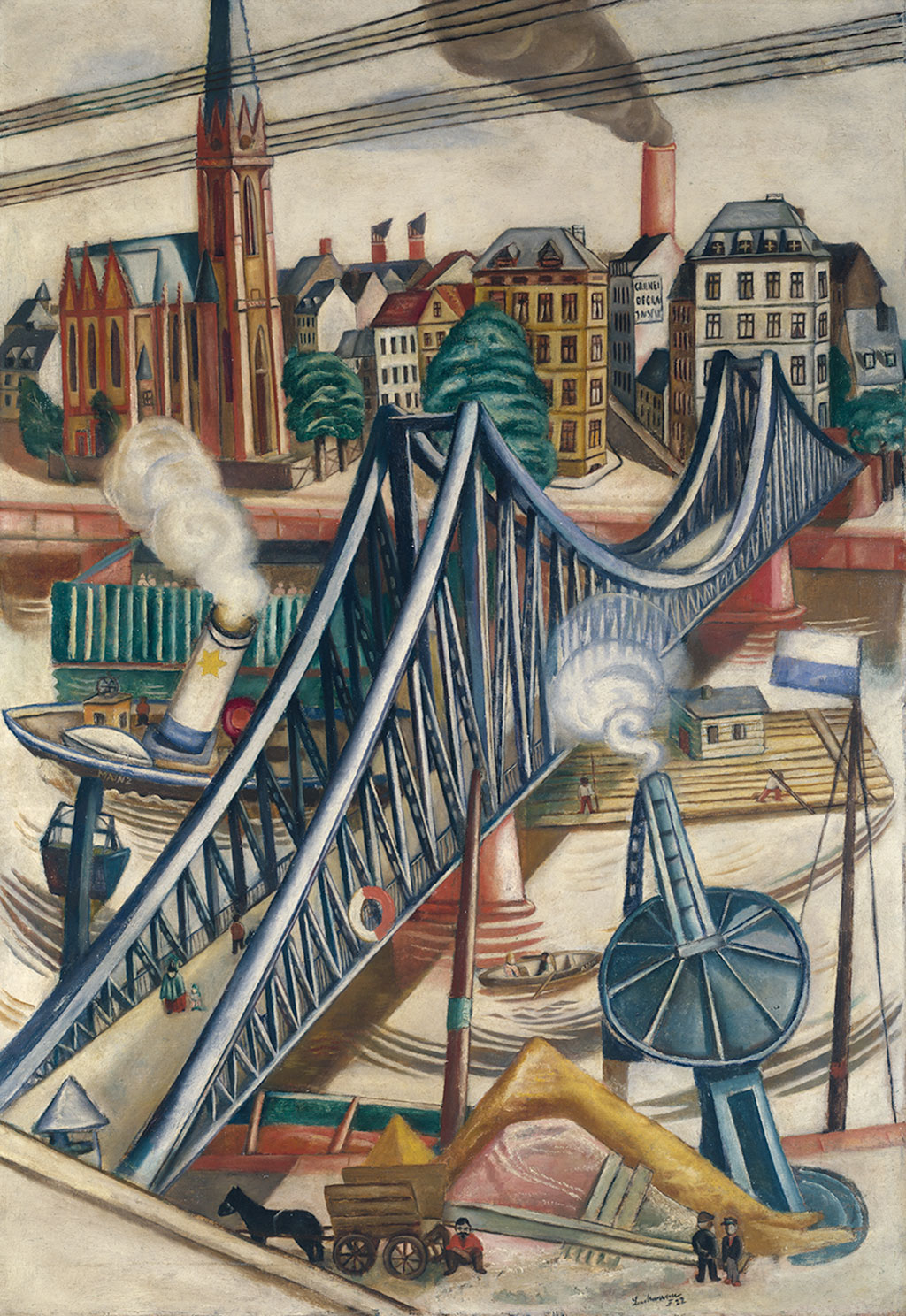
Max Beckmann: Der Eiserne Steg (1922), Kunstsammlung Nordrhein-Westfalen, Düsseldorf

- Max Beckmann und Ernst Ludwig Kirchner haben Gemälde geschaffen, die dieses Wahrzeichen Frankfurts zum Gegenstand haben.[1]
- Der eiserne Steg (1987) ist der Titel eines Dramas des Wahlfrankfurters Ernst-Jürgen Dreyer.
- Eiserner Steg (2011) ist der Titel eines Liedes von Philipp Poisel, das Teil des Soundtracks des in Frankfurt spielenden Films What a Man ist.

## Ähnliche Brücken
Die Konstruktionsform des Eisernen Stegs (1912) als an eine Kettenbrücke erinnernde Auslegerbrücke hat Ähnlichkeiten mit den folgenden Brücken:
- Friedrichsbrücke (1891 erbaut, 1945 zerstört) in Mannheim
- Freiheitsbrücke (1896) in Budapest
- Salzachbrücke (Laufen–Oberndorf) (1903, Grenze zu Österreich)
- Neutorbrücke (1907) in Ulm